# Allan McLeod Cormack
Allan MacLeod Cormack (n. 23 februarie 1924, Johannesburg, Uniunea Africii de Sud – d. 7 mai 1998, Winchester⁠(d), Anglia, Regatul Unit) a fost un medic american de origine sud-africană, cunoscut pentru cercetările sale din domeniul tomografiei computerizate și pentru care, în 1979, alături de Godfrey Hounsfield, a primit Premiul Nobel pentru Medicină.
În cadrul Universității din Cape Town, primește doctoratul în fizică în 1944, ca în anul următor să obțină titlul de Master of Science din partea aceleiași universități.
În perioada 1947 - 1949, pe când era student la Universitatea Cambridge, o cunoaște pe Barbara Seavey, studentă americană în fizică, viitoarea sa soție.
Cei doi se căsătoresc și, după o perioadă în care au locuit în Africa de Sud, se mută în SUA, iar Allan McLeod Cormack în 1966 primește cetățenia americană.
Cercetările sale s-au înscris în domeniul fizicii particulelor elementare.
A manifestat un interes deosebit pentru radiografie și a stabilit fundamentul teoretic al tomografiei computerizate, perioadă în care Godfrey Hounsfield realizează primul scanner.
În 1990 primește National Medal of Science.
A fost decorat postum (în 2002) cu Ordinul de Mapungubwe din partea Africii de Sud.